# اچومن
اچومن (به انگلیسی: Achamán) در اساطیر گوانچه تنریف (جزایر قناری) او خدای آسمان بوده است.
اچومن، یک خدا قادر مطلق و ابدی، زمین و آب، آتش و هوا می‌باشد و همه موجودات وجود خود را از وجود او گرفته‌اند. اچومن در ارتفاعات زندگی می‌کرده است و گاهی بر قله از کوه فرود می‌آمده و دربارهٔ آفریده‌های خود می‌اندیشید.
بر اساس افسانه‌ای، مخک(خورشید) توسط گوآیوتا دستگیر می‌شود و او را در داخل تید زندانی می‌کنند، ولی بعد از مدتی توسط اچومن آزاد می‌شود.